# Stier (Mythologie)

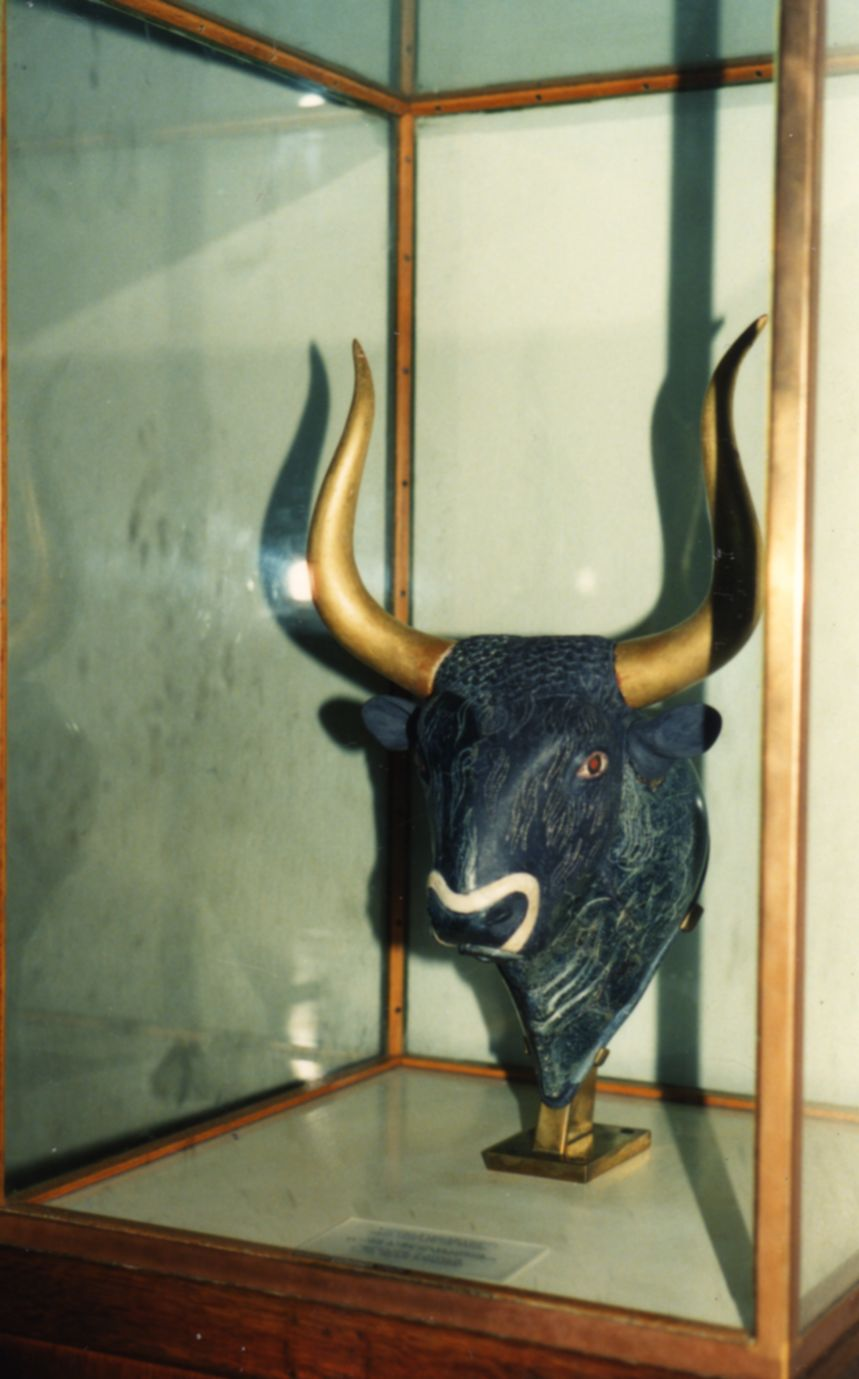
Minoischer Stier (Archäologisches Museum Iraklio)

Der Stier in der europäischen Mythologie ist in zweierlei Hinsicht relevant. Zum einen steht er für Zeugungskraft und damit als Zeichen der Fruchtbarkeit. Zum anderen für die allgewaltige Kraft der Drehbewegung des Himmels.

## Verbreitung

### Kreta
In der Vereinigung beider Charakteristika ist der kretisch-minoische Stierkult zu sehen. Dort taucht der Stier auch in Verbindung mit der Doppelaxt auf. Die Doppelaxt ist ihrerseits eine Symbolik der Sonne-Mond-Bewegungen am Himmel. Wenn bspw. im mykenischen Schachtgrab IV ein Gefäß in Stierkopfform gefunden wurde, dem eine Doppelaxt zwischen den Hörnern aus dem sonnenverzierten Schädel ragt, so versteht sich das als Gleichnis für den mit der Weltachse verwachsenen Himmelsstier, der um diese in stoisch kreisendem Lauf das Himmelsjoch zieht.

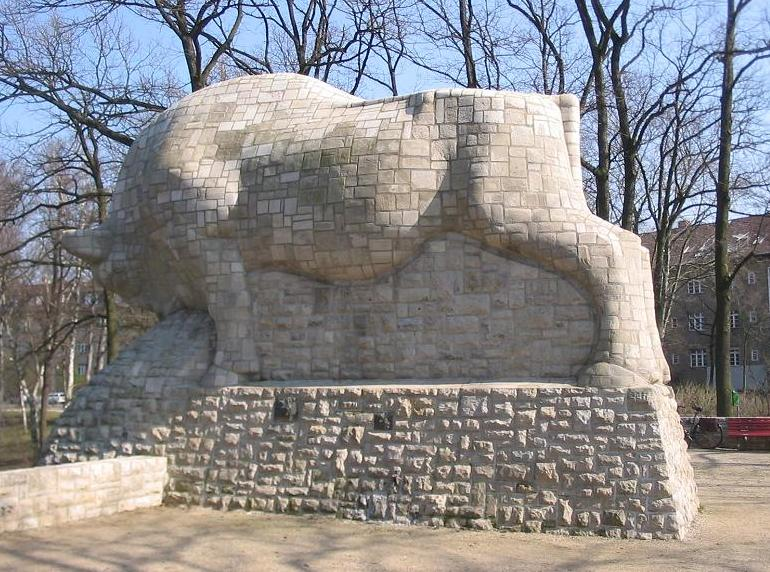
Skulptur von Paul Mersmann am Berliner Alboinplatz in Anlehnung an eine Sage um die germanische Totengöttin Hel

### Mitteldeutschland
Bestattungen von Rinderpaaren finden sich seit der jungsteinzeitlichen Kugelamphoren-Kultur oder der Havelländischen Kultur. Dies hängt vermutlich mit dem Beginn ihrer Nutzung als Zugtier zusammen. In denselben Horizont fallen die Rindergravierungen am Züschener und Warburger Galeriegrab der Wartberggruppe.
Insbesondere die Rinderdarstellungen im Warburger Steinkammergrab neben zeitrelevanten Zeichen lassen astronomisch-kalendarische Hintergründe auch beim Totenkult erkennen.
Schließlich sind gerade in den vorbezeichneten neolithischen Kulturen des heutigen mitteleuropäischen Raumes auch Schmuckstücke in Form von Doppeläxten weit verbreitet. Ob sich allerdings die neolithische Kulttradition jenseits der Alpen mit den mediterranen, bronzezeitlichen Entwicklungsständen vergleichen lassen muss oder umgekehrt, ist unklar. Die hohe Güte der kretisch-minoischen Kulturzeugnisse muss nicht zwangsläufig mit früher entwickelten oder geistig höher entwickelten Kult- oder Himmelsvorstellungen einhergehen.

### Vorderasien
Auch in Vorderasien und im antiken Griechenland kommt ein mythologischer Himmelsstier vor – insbesondere als Werkzeug der Götter. In der iranischen Mythologie wird die Erde von einem Stier getragen. Im Gilgamesch-Epos entsendet die vom sumerischen Helden-König verschmähte Liebesgöttin Ištar den Stier, um Gilgamesch zu töten, doch wird er von diesem bezwungen. In der altgriechischen Herakles-Sage gelingt es dem Helden, den Stier zu zähmen.